# Sepsina
Sepsina – rodzaj jaszczurek z podrodziny Scincinae w rodzinie scynkowatych (Scincidae).

## Zasięg występowania
Rodzaj obejmuje gatunki występujące w Afryce Subsaharyjskiej. 

## Systematyka

### Etymologia
- Sepsina: rodzaj Seps Laurenti, 1768; łac. -ina „należący do, odnoszący się”[7].
- Dumerilia: André Marie Constant Duméril (1774–1860), francuski herpetolog i ichtiolog[2]. Gatunek typowy: Dumerilia bayoni Barbosa du Bocage, 1866.
- Rhinoscincus: ῥις rhis, ῥινος rhinos „nos, pysk”[8]; łac. scincus „rodzaj jaszczurki, scynk”, od gr. σκιγκος skinkos lub σκιγγος skingos „rodzaj jaszczurki, scynk”[9]. Gatunek typowy: Sepsina (Rhinoscincus) tetradactyla Peters, 1874.
- Scincodipus: łac. scincus „rodzaj jaszczurki, scynk”, od gr. σκιγκος skinkos lub σκιγγος skingos „rodzaj jaszczurki, scynk”; gr. διπους dipous „dwu-stopy”, od δι- di- „podwójny”,  δις dis „dwa razy”, od δυο duo „dwa”; πους pous, ποδος podos „stopa”[10]. Gatunek typowy: Scincodipus congicus Peters, 1875 (= Sepsina angolensis Barbosa du Bocage, 1866).

### Podział systematyczny
Do rodzaju należą następujące gatunki: 
- Sepsina alberti Hewitt, 1929
- Sepsina angolensis Bocage, 1866
- Sepsina bayonii (Bocage, 1866)
- Sepsina caluanda Parrinha, Marques, de Sousa, Andrade, Bauer & Ceríaco, 2025
- Sepsina copei Bocage, 1873
- Sepsina tetradactyla Peters, 1874